# Слесарёв, Михаил Александрович
Михаил Александрович Слесарёв (азерб. Mixail Aleksandroviç Slesaryov; 8 мая 1955 — 12 апреля 2014) — сотрудник пенитенциарной системы СССР и Азербайджана, Национальный Герой Азербайджана (1999).

## Биография
Родился Михаил Слесарёв 8 мая 1955 года в городе Смоленске, РСФСР. После окончания в 1970 году Смоленской городской средней школы № 4 продолжил образование в техникуме № 19. В 1971 году начинает работать трактористом в Смоленском объединении сельхозтехники трактористом-машинистом. В 1975 году призван на срочную военную службу в ряды Советской армии. Военную службу проходил в городе Баку. В 1977 году закончил службу в воинской части № 6500 и по направлению поступил в Тбилисское училище тыла, в школу прапорщиков. Окончив обучение в школе, он снова возвращается на постоянное место жительство в город Баку. Сначала с 1981 по 1986 годы служил командиром мотострелкового взвода, а с 1986 по январь 1999 года - командиром взвода охраны.
7 января 1999 года, при исполнении службы в Гобустанской закрытой тюрьме, проявил героизм во время подавления бунта заключенных. Вечером группа заключенных пыталась совершить побег из мест лишения свободы, разоружив охрану. Михаил Слесарёв создал оперативную группу для предотвращения произошедшего. Операция прошла очень успешно. Мятежники были обезоружены и нейтрализованы. 
В 1999 году Слесарёву было присвоено звание младшего лейтенанта. Он продолжал с честью выполнять свой служебный долг. Служил командиром взвода в одной из воинских частей Министерства юстиции Азербайджана.
Михаил Александрович был женат, воспитывал двоих детей.
Умер 12 апреля 2014 года.

## Память
Указом Президента Азербайджанской Республики № 73 от 12 января 1999 года Михаилу Александровичу Слесарёву было присвоено звание Национального героя Азербайджана.